# Телмачу
Телмачу (рум. Tălmaciu) — місто у повіті Сібіу в Румунії. Адміністративно місту підпорядковані такі села (дані про населення за 2002 рік):
- Колонія-Телмачу (308 осіб)
- Телмечел (1224 особи)

Місто розташоване на відстані 198 км на північний захід від Бухареста, 16 км на південний схід від Сібіу, 133 км на південний схід від Клуж-Напоки, 104 км на захід від Брашова.

## Населення
За даними перепису населення 2002 року у місті проживали 8837 осіб.
Національний склад населення міста:
| Національність | Кількість осіб | Відсоток |
| -------------- | -------------- | -------- |
| румуни         | 8538           | 96,6%    |
| цигани         | 144            | 1,6%     |
| німці          | 79             | 0,9%     |
| угорці         | 66             | 0,7%     |
| італійці       | 5              | 0,1%     |
| українці       | 4              | < 0,1%   |

Рідною мовою назвали:
| Мова                  | Кількість осіб | Відсоток |
| --------------------- | -------------- | -------- |
| румунська             | 8618           | 97,5%    |
| циганська             | 91             | 1,0%     |
| німецька              | 64             | 0,7%     |
| угорська              | 55             | 0,6%     |
| українська            | 4              | < 0,1%   |
| італійська            | 4              | < 0,1%   |
| не вказали рідну мову | 1              | < 0,1%   |

Склад населення міста за віросповіданням:
| Релігія                                       | Кількість осіб | Відсоток |
| --------------------------------------------- | -------------- | -------- |
| православні                                   | 8461           | 95,7%    |
| бретрени                                      | 159            | 1,8%     |
| римо-католики                                 | 67             | 0,8%     |
| лютерани (Синодально-пресвітеріанська церква) | 43             | 0,5%     |
| адвентисти                                    | 20             | 0,2%     |
| лютерани (Аугсбурзького сповідання)           | 20             | 0,2%     |
| реформати                                     | 17             | 0,2%     |
| греко-католики                                | 14             | 0,2%     |
| лютерани                                      | 14             | 0,2%     |
| баптисти                                      | 7              | 0,1%     |
| не релігійні                                  | 5              | 0,1%     |
| п'ятдесятники                                 | 1              | < 0,1%   |
| унітарії                                      | 1              | < 0,1%   |
| не вказали релігію                            | 2              | < 0,1%   |

## Зовнішні посилання
- Дані про місто Телмачу на сайті Ghidul Primăriilor